# Nina Vyroubova
Nina Vyroubova (Gurzuf, 4 de junio de 1921 -París, 24 de junio de 2007) fue una bailarina y maestra de ballet francesa de origen ruso. Formó parte de los Ballets des Champs Élysées (1945-1947), fue primera bailarina (danseuse étoile) del Ballet de la Ópera de París (1949-1957) y estrella del Grand Ballet du Marquis de Cuevas (1958-1962). Entre las décadas de 1970 y 1990 se dedicó a la enseñanza.

## Comienzos
Nina Vyroubova nació en Gurzuf, en Crimea, donde se refugiaron sus padres huyendo de San Petersburgo durante la Revolución Rusa. Tras la muerte del padre la pequeña Nina cruzó media Europa con su madre y con su abuela hasta llegar a París en el año 1924. Su madre, que había tenido contactos con el mundo de la danza y el teatro en Rusia, le dio sus primeras clases de ballet y la llevó cuando tenía ocho años a ver bailar a la Pávlova La muerte del cisne. Esta experiencia fue decisiva. Empezó a ir a las clases de profesoras prestigiosas como Vera Trefílova y Olga Preobrazhénskaya y, a los dieciséis años, debutó en el papel de Swanilda en una producción de Coppélia presentada por una modesta compañía de emigrantes rusos en Caen (1937). Tras el paso por los Ballets Polonais (1939), dedicados a la danza folclórica, en los que conoce a su primer marido Vladimir Ignatoff, retornó al estilo clásico con el efímero Ballet Russe de París, que dio dos breves temporadas en la Sala Pleyel en agosto de 1940 y en 1942, ya durante la Ocupación

## Los Ballets des Champs Élysées
Después de la Liberación de París en agosto de 1944 Vyroubova se unió al grupo de coreógrafos y bailarines jóvenes que se presentaron al público en las Soirées de la danse organizadas por la empresaria y balletómana Irène Lidova en el Théâtre Sarah Bernhardt de París. En estos recitales Vyroubova protagonizó, junto a Roland Petit, Le rossignol et la rose según el cuento de Oscar Wilde, el clásico Giselle y el innovador ballet Les forains. El éxito de estas veladas abrió el camino a la creación de los Ballets des Champs Élysées bajo la dirección del coreógrafo y bailarín Roland Petit en otoño de 1945. Vyroubova formó parte de la compañía y viajó con ella en la primavera de 1946 a Londres, donde cosechó un gran éxito con el ballet romántico La Sylphide, recreado para ella por Petit y Victor Gsovsky. La crítica comparó a Vyroubova con Maria Taglioni, la creadora de La Sylphide, y se consolidó su fama de intérprete clásica. Poco más tarde volvió a contraer matrimonio con el bailarín Arcady Kniazeff, con el que tuvo a su hijo Youra.

## En la Ópera de París
Después de una breve interrupción por maternidad Vyroubova volvió a los escenarios en circunstancias extraordinarias. Serge Lifar, el director del ballet de la Ópera de París, la invitó a unirse a la compañía en sustitución de Yvette Chauviré, la entonces primera bailarina. Vyroubova entraba con el máximo rango de danseuese étoile, algo inusual en la Ópera de París, que no solía admitir bailarines que no fueran de su escuela y hubieran ascendido por su escalafón reglamentario.
Su debut tuvo lugar el 12 de octubre de 1949 con el paso a dos de Las bodas de Aurora del Cascanueces de Chaikovski. Vyroubova se impuso en los grandes papeles clásicos como El lago de los cisnes y Giselle, pero también en las nuevas creaciones de Lifar para la Ópera de París como Suite en blanc, Mirages, Blanche Neige (1951), El pájaro de fuego (1954), Les noces fantastiques (1955), Romeo y Julieta (1955) y Hamlet (1957).

## Grand Ballet du Marquis de Cuevas
Entre 1957 y 1961 Vyroubova formó parte como "estrella" de la compañía del Marqués de Cuevas, con la que viajó por todo el mundo y adquirió fama internacional. Acompañada por Serge Golovine, el primer bailarín de la compañía, brilló en Giselle y en el 2º acto de El Lago de los cisnes, creó La chanson de l´éternelle tristesse (1957) con coreografía de Ana Ricarda, L´amour et son destin (1958) con coreografía de Lifar, que también le dedicó Duetto, y apareció en otras piezas del repertorio de la compañía como La sonámbula con coreografía de Balanchine. En 1960 fue la protagonista del espectacular montaje de La bella durmiente de Chaikovski que el marqués de Cuevas presentó en París poco antes de su muerte en febrero de 1961.
Tras la disolución de la compañía en el verano de 1962, Vyroubova actuó como artista invitada en galas y en breves temporadas con diversos conjuntos e inició su actividad docente, primero en la Sala Pleyel y, más adelante, en su propio estudio en París.